# Ivar Sjögren (rättsvetare)
Ivar Vilhelm Sjögren, född 12 juni 1897 i Uppsala, död 28 december 1952, var en svensk rättsvetenskapsman.
Ivar Sjögren var son till Wilhelm Sjögren. Han avlade studentexamen i Stockholm 1916 och blev juris kandidat vid Stockholms högskola 1921. Sedan han 1921–1923 fullgjort tingstjänstgöring, fortsatte han de juridiska studierna, avlade juris licentiatexamen 1927 samt disputerade och blev juris doktor 1930. Han var 1924–1931 biträdande lärare i rättsvetenskap vid Handelshögskolan i Stockholm och 1930–1934 docent i rättshistoria och romersk rätt vid Stockholms högskola. Höstterminen 1931 till höstterminen 1932 och höstterminen 1933 till vårterminen 1934 uppehöll han professuren i rättshistoria och romersk rätt vid Stockholms högskola, men övergick 1934 till en docentur i rättshistoria vid Lunds universitet. Han tillhörde från 1947 styrelsen för Institutionen för rättshistorisk forskning. Sjögrens vetenskapliga produktion var tillägnad rättshistorien och den romerska rätten. Doktorsavhandlingen Rättshistoriska studier angående ogulden köpeskillings rätt vid föryttring av fast egendom (1930) skildrade den svenska rättsutvecklingen på hithörande område till och med 1734 års lag med bakgrunden av den allmäneuropeiska utvecklingen. Fastighetsrättens historia behandlades även i ett par senare större uppsatser, Studier angående fastighetsköpet enligt konung Magnus Erikssons allmänna stadslag (i Minnesskrift ägnad 1734 års lag, 2, 1934) och Till frågan om säljarens rätt till 'avvisning' vid fastighetsföryttring enligt Upplandslagen (Svensk juristtidning 1941). Det romersk-rättsliga arbetet Till frågan om utvecklingen av auctoritasförpliktelsen vid mancipationsakten (i Lunds universitets årsskrift 1936) rör vissa frågor om försäljning i den äldre romerska rätten.